# Amylostereum
Amylostereaceae là một họ nấm trong bộ Russulales. Đây là họ đơn chi Amylostereum, gồm 4 loài.